# Postua
Postua település Olaszországban, Vercelli megyében. Lakosainak száma 552 fő (2023. január 1.). Postua Ailoche, Borgosesia, Caprile, Guardabosone, Scopa és Vocca községekkel határos.

## Népesség
A település népességének változása:
| Lakosok száma | 561  | 579  | 552  |
|               | 2017 | 2018 | 2023 |